# Рачинська сільська рада (Горохівський район)
Ра́чинська сільська́ ра́да — адміністративно-територіальна одиниця та орган місцевого самоврядування в Горохівському районі Волинської області. Адміністративний центр — село Рачин.

## Загальні відомості
Рачинська сільська рада утворена в 1939 році.
- Територія ради: 30,845 км²
- Населення ради: 961 особа (станом на 2001 рік). Кількість дворів — 266.
- На території ради починається річка Луга

## Населені пункти
Сільраді підпорядковані населені пункти:
- с. Рачин
- с. Озерці

## Населення
Згідно з переписом УРСР 1989 року чисельність наявного населення сільської ради становила 955 осіб, з яких 433 чоловіки та 522 жінки.
За переписом населення України 2001 року в сільській раді мешкало 960 осіб.

### Мова
Розподіл населення за рідною мовою за даними перепису 2001 року:
| Мова       | Відсоток |
| ---------- | -------- |
| українська | 99,38 %  |
| російська  | 0,62 %   |

## Господарська діяльність
В Рачинській сільській раді працює 2 школи: 1 неповна середня і 1 середня, будинок культури, бібліотека, 2 дитячі садки, 2 медичні заклади, 1 відділення зв'язку, 2 АТС на 81 номер, 7 торговельних закладів. Наявне проводове радіомовлення.
По території ради проходять Т 0311, О030207.

## Склад ради
Рада складається з 12 депутатів та голови.
- Голова ради: Денисюк Інна Павлівна
- Секретар ради:

### Керівний склад попередніх скликань
| Прізвище, ім'я, по батькові       | Основні відомості | Дата обрання | Дата звільнення |
| --------------------------------- | --- | ------------ | --------------- |
| Луць Марія Степанівна             | Сільський голова, 1956 року народження, член Народної партії                                                                  | 26.03.2006   | 31.10.2010      |
| Домбровський Володимир Григорович | Сільський голова, 1958 року народження, освіта вища, безпартійний                                                             | 31.10.2010   | 25.10.2015      |
| Денисюк Інна Павлівна             | Сільський голова, 1973 року народження, освіта вища, безпартійна, від політична партія Всеукраїнське об'єднання «Батьківщина» | 25.10.2015   |                 |

Примітка: таблиця складена за даними сайту Верховної Ради України та ЦВК

### Депутати VII скликання
За результатами місцевих виборів 2015 року депутатами ради стали:

#### За суб'єктами висування
| Суб'єкт висування             | Кількість обраних депутатів | %     |
| ----------------------------- | --------------------------- | ----- |
| Самовисування                 | 10                          | 83.33 |
| Аграрна партія України        | 1                           | 8.33  |
| Радикальна партія Олега Ляшка | 1                           | 8.33  |

#### За округами
| № округу | Прізвище, ім'я, по батькові   | Ким висунуто                  | Дата нар.  | Освіта              | Партійна приналежність | Відомості                                              |
| -------- | ----------------------------- | ----------------------------- | ---------- | ------------------- | ---------------------- | ------------------------------------------------------ |
| 1        | Мороз Лариса Йосипівна        | Самовисування                 | 13.06.1970 | вища                | безпартійна            | Рачинська сільська рада, секретар                      |
| 2        | Книш Юлія Ростиславівна       | Самовисування                 | 11.05.1996 | професійно-технічна | безпартійна            | Не працює                                              |
| 3        | Мороз Володимир Володимирович | Самовисування                 | 12.02.1971 | професійно-технічна | безпартійний           | ПрАТ «Галичина», збирач молока                         |
| 4        | Лис Людмила Вікторівна        | Самовисування                 | 07.06.1962 | професійно-технічна | безпартійна            | ТЦ соціального захисту населення, соціальний працівник |
| 5        | Романюк Олександр Миколайович | Самовисування                 | 15.01.1983 | професійно-технічна | безпартійний           | Не працює                                              |
| 6        | Попович Зоя Василівна         | Самовисування                 | 21.02.1963 | вища                | безпартійна            | Озерцівська ЗОШ І-ІІІ ст., заступник директора         |
| 7        | Майко Лариса Петрівна         | Радикальна партія Олега Ляшка | 30.11.1966 | професійно-технічна | безпартійна            | Районна ЦБС, бібліотекар                               |
| 8        | Андрійчук Оксана Петрівна     | Самовисування                 | 27.04.1970 | професійно-технічна | безпартійна            | Горохівський центр ПМСД, завідувач                     |
| 9        | Дядюк Руслана Іванівна        | Самовисування                 | 10.12.1957 | вища                | безпартійна            | Озерцівська ЗОШ І-ІІІ ст., директор                    |
| 10       | Кренц Любов Володимирівна     | Самовисування                 | 24.05.1969 | професійно-технічна | безпартійна            | Рачинська сільська рада, головний бухгалтер            |
| 11       | Вітюк Ніна Павлівна           | Самовисування                 | 20.02.1970 | професійно-технічна | безпартійна            | Озерцівська ЗОШ І-ІІІ ст., шеф-кухар                   |
| 12       | Зінчук Лілія Володимирівна    | Аграрна партія України        | 26.12.1974 | загальна середня    | безпартійна            | ПСГП «Озерці», доярка                                  |